# ОШ „Доситеј Обрадовић” Сомбор
Основна школа "Доситеј Обрадовић", основана 1988. године налази се у улици Славише Вајнера Чиче бб, у Сомбору.

## О школи
Основна школа "Доситеј Обрадовић" је најмлађа школа у граду, основана 1988. године под именом "21. октобар". Већ следеће године 1989. названа је данашњим именом Основна школа "Доситеј Обрадовић".
Настава у школи се одвија једносменски. Од страних језика ученици уче енглески и немачки језик.
У школи је организован Продужени боравак као облик васпитно-образовног рада у оквиру којег се обнавља школско градиво, раде домаћи задаци, учи култура понашања и организовано изводи слободно време.

### Доситеј Обрадовић
Доситеј Обрадовић (световно име Димитрије) (Чаково, 1739 или 1742. — Београд, 28. март 1811) је био српски просветитељ и реформатор револуционарног периода националног буђења и препорода.

## Ученици школе
Ову школу завршио је и спортиста светског гласа Никола Јокић. На зиду школе данас се налази његов мурал димензија
10×6 метара. По њему - Џокеру, се у школи зову карате и кошаркашки клуб школе.